# 發 (夏朝)
发（？—？），姒姓，名发，夏朝第十六任君主。皋之子。桀的父親，一說是桀的王兄。名字亦作敬、敬发或发惠。
《竹書紀年》記載發即位後諸夷前來，在他的面前舞蹈。发在位7年时，发生了泰山震。